# 牛頓的蘋果 ～首張精選輯～
《牛頓的蘋果 ～首張精選輯～》（日语：／ Newton no Ringo Hajimete no Best Ban）是日本女創作歌手椎名林檎的首張全時期精選輯，於2019年11月13日由環球音樂發行。精選輯以「聽眾特別支持」的歌曲為基準選取了椎名出道21年間的各首歌曲，並收錄《浪漫與算盤》（LDN ver.）跟《公然的秘密》兩首新曲。
《牛頓的蘋果 ～首張精選輯～》於發行前後獲得樂評家的正面評價，包括讚賞作品反映出時代與群眾的慾望。精選輯發行後獲得商業成功，成為椎名相隔10年以來的冠軍專輯，也是她首張登上Oricon的公信榜、下載榜與合算榜三榜冠軍的專輯。截至2019年底，精選輯實體與下載銷量已經超過18萬張。椎名於作品發行前後登上多場電視節目以宣傳，包括登上《MUSIC STATION》、《COUNT DOWN TV》、《FNS歌謠祭》以及《第70回NHK紅白歌合戰》。

## 發行背景
在約10年前的時候，同為女創作歌手的竹內瑪莉亞曾向椎名林檎建議發行一張精選輯，並認為可以成為新歌迷的入門作品。她亦認為發行精選輯能夠讓更多人聽見椎名的作品。然而椎名認為當時的自己還沒有足夠適合的歌曲去支撐一張精選輯，因而擱置發行精選輯的想法。其後每當唱片公司向椎名提議發行精選輯的時候，她皆以優先創作新曲為理由延後計劃。直至認為能夠製作出完美的作品後，椎名決定於出道第21年推出首張精選輯。
在決定發行精選輯後，椎名親自為作品加上「～首張精選輯～」的副標題，強調從出道待到現在的唱片公司願意等了自己這麼久，直至在雙方同意的情況下才推出首張精選輯。椎名對於唱片公司如此照顧自己而感到非常幸運，並認為副標題的部分能夠展現出「請大家看看我們的蜜月關係」般的炫愛感覺。

## 收錄內容
精選輯收錄包括與宇多田光、浮雲、椎名純平、宮本浩次等藝人合作的30首歌曲，通常盤則收錄28首歌曲。選曲的基準為「聽眾特別支持」的歌曲，CD1收錄的歌曲為1998年至2003年的歌曲，CD2收錄的歌曲為2007年至2019年的歌曲，而兩張CD亦各自收錄一首未發行新曲。CD1收錄的歌曲多為出道前還沒成年的時候創作，並主要由龜田誠治負責編曲，曲風多為另類搖滾。CD2收錄的歌曲則多與村田陽一跟齋藤Neko合作，並加入演奏細密華麗的管弦樂的流行樂隊。在歌詞方面，CD1的歌曲主要以衝動與渴求作為歌唱主題，而CD2的歌曲則多使用格言與箴言等詞彙，以人生的真理作為歌唱主題。
《浪漫與算盤》（LDN ver.）跟《公然的秘密》為新收錄歌曲。其中《浪漫與算盤》實現了與女歌手宇多田光自2016年的《只有兩小時的假期》後相隔三年的合作，而歌曲的「LDN ver.」代表的是在英國倫敦艾比路錄音室與倫敦愛樂樂團錄製的版本。歌曲被椎名形容為有如水與氧氣一般。《公然的秘密》以比起平常更簡單的旋律創作，是一首同時擁有疾走感與幽默感的流行樂隊編曲，節奏高昂的歌曲。

## 宣傳活動
新曲《公然的秘密》於2019年9月29日先行提供下載，搭配成為於10月開播的朝日電視台日劇《時效警察開始了》主題曲。椎名其後於10月18日公開了歌曲的音樂錄像帶。與宇多田光合作的歌曲《浪漫與算盤》（LDN ver.）於11月1日先行公開音樂錄像帶，並於翌日提供下載。歌曲的另一版本（TYO ver.）其後亦於11月25日提供下載。11月14日與15日，淘兒唱片的新宿店舉辦了精選輯的發行紀念展示會，公開展出椎名拍攝使用的服飾以及海報等物品。椎名本人其後亦在活動期間親自到店內作驚喜現身。
椎名於精選輯發行前後登上多場電視節目以宣傳作品，包括於2019年10月25日登上朝日電視台的《MUSIC STATION》首次公開演唱新曲《公然的秘密》。其後她亦於11月22日再次登上節目演唱《正確的大街》，並於12月27日登上節目的特輯演唱《NIPPON》與《自由嚮導》的組曲。11月16日，她登上了TBS電視台的《COUNT DOWN TV》，談及與宇多田的合作新曲的製作秘話，以及對自己的音樂生活產生轉捩點的歌曲等經歷。翌日，朝日電視台的《關JAM 完全燃SHOW》播放了椎名林檎的特輯，包括分析她的製作風格以及剖析她的歌曲，並訪問了椎名本人有關她創作的法則以及所受的影響等。12月4日，椎名登上了富士電視網的2019年《FNS歌謠祭》第1夜，演唱了《公然的秘密》以及《美味的季節》兩首歌曲。12月31日，椎名登上了日本廣播協會的《第70回NHK紅白歌合戰》，演唱了《人生處處是美夢 ～Gatten拜託你了篇～》。

## 專業評價
| 評論得分       | 評論得分 |
| 來源           | 評分     |
| -------------- | -------- |
| 《an・an》     | 正面     |
| 《Mikiki》     | 正面     |
| 《Real Sound》 | 正面     |
| 《Rockin' On》 | 正面     |
| 《Phile Web》  | 正面     |

《an・an》的小松香里讚賞精選輯反映出時代以及群眾的慾望。她亦對於椎名創作擁有「豐富價值」的音樂，並高雅地把它們傳達出去的這21年奮鬥史從心底中感到佩服。《Mikiki》的酒井優考給予精選輯正面的評價，並認為即使時代變遷、聆聽的環境改變、甚至歌曲的混音也有變化也好，椎名的歌曲聽起來總是如此新鮮、強而有力跟美好。《Real Sound》的森朋之認為精選輯作為椎名出道以來的首張精選輯本身便已經非常有價值，並讚賞兩首新曲皆為絕品。
《Rockin' On》的小池宏和認為長紅的歌手在現今的播放列表時代推出總結性作品意義深遠，並讚賞精選輯紀錄了擁有實驗精神才能發掘出的美。《Phile Web》的高橋敦讚賞了精選輯對歌曲的音質提升，認為椎名的早期出現了鼓點、貝斯、跟結他等聲音混在一起的情況，但在精選輯對歌曲進行重新混音後聽起來各種聲音更加分明。

## 商業成績
《牛頓的蘋果 ～首張精選輯～》發行首週以約9.7萬張的實體銷量登上Oricon公信榜冠軍，成為椎名自2009年的《三文八卦》後約10年以來的冠軍專輯，也是她總共第六張冠軍專輯。專輯首週亦同時以約1萬張的下載銷量登上Oricon公信榜下載榜冠軍，成為椎名自2017年的《逆輸入 ～航空局～》以來連續第三張登上榜單冠軍專輯。專輯亦同時登上Oricon公信榜合算榜冠軍位置，成為椎名首次同時登上Oricon公信榜三榜冠軍的專輯。
在《日本告示牌》，專輯發行首週亦同時登上熱門專輯榜、專輯銷售榜，以及專輯下載榜三榜冠軍。專輯發行後獲日本唱片協會認證為金唱片，代表作品實體出貨量達到10萬張。截至2019年底，《牛頓的蘋果 ～首張精選輯～》录得超過16萬張實體銷量以及2.5萬張下載銷量，合計銷量突破18萬張。

## 歌曲列表
| Disc 1   | Disc 1                     | Disc 1                                               | Disc 1                               | Disc 1                 | Disc 1 |
| 曲序     | 曲目                       | 编曲                                                 | 原收錄作品                           | 备注                   | 时长   |
| -------- | -------------------------- | ---------------------------------------------------- | ------------------------------------ | ---------------------- | ------ |
| 1.       | 浪漫與算盤（）（LDN ver.） | 椎名林檎 村田陽一 （ 日语 ： 村田陽一） （管、弦、打擊樂器） | 未發行新曲                           | 椎名林檎與宇多田光合唱 | 4:26   |
| 2.       | 幸福論                     | 龜田誠治                                             | 《幸福論》（1998年）                 | 單曲版本首次收錄專輯   | 3:42   |
| 3.       | 溜滑梯（）                 | 龜田誠治                                             | 《幸福論》（1998年）                 | 首次收錄專輯           | 4:00   |
| 4.       | 正確的大街（）             | 龜田誠治                                             | 《無限償還》（1999年）               |                        | 3:52   |
| 5.       | 歌舞伎町女王（）           | 龜田誠治                                             | 《無限償還》（1999年）               |                        | 2:55   |
| 6.       | 丸之內虐待狂（）           | 龜田誠治                                             | 《無限償還》（1999年）               |                        | 3:55   |
| 7.       | 在這裡接吻（）             | 龜田誠治                                             | 《無限償還》（1999年）               |                        | 4:19   |
| 8.       | 石膏 （）                  | 龜田誠治 椎名林檎                                    | 《勝訴的新宿舞孃》（2000年）         |                        | 5:29   |
| 9.       | 罪與罰（）                 | 龜田誠治 椎名林檎                                    | 《勝訴的新宿舞孃》（2000年）         |                        | 4:41   |
| 10.      | 本能                       | 龜田誠治 椎名林檎                                    | 《勝訴的新宿舞孃》（2000年）         |                        | 4:15   |
| 11.      | 真夜中的純潔（）           | 東京斯卡樂園                                         | 《真夜中的純潔》（2001年）           | 首次收錄專輯           | 4:18   |
| 12.      | 迷彩                       | 椎名林檎 井上雨邇 （ 日语 ： 井上うに）                      | 《加爾基 精液 栗子花》（2003年）     |                        | 3:46   |
| 13.      | 莖(STEM)～諸侯出遊篇～（） | 森俊之                                               | 《莖(STEM)～諸侯出遊篇～》（2003年） | 首次收錄專輯           | 4:20   |
| 14.      | 蘋果之歌（）               | 服部隆之                                             | 《蘋果之歌》（2003年）               | 首次收錄專輯           | 3:27   |
| 总时长： | 总时长：                   | 总时长：                                             | 总时长：                             | 总时长：               | 57:30  |

| 初回生産限定盤附贈曲 | 初回生産限定盤附贈曲                 | 初回生産限定盤附贈曲 | 初回生産限定盤附贈曲              | 初回生産限定盤附贈曲 | 初回生産限定盤附贈曲 |
| 曲序                 | 曲目                                 | 编曲                 | 原收錄作品                        | 备注                 | 时长                 |
| -------------------- | ------------------------------------ | -------------------- | --------------------------------- | -------------------- | -------------------- |
| 15.                  | 丸之內虐待狂（）（neetskills remix） | DJ neetskills        | 藍光／DVD《不惑之余裕》（2018年） | 首次收錄專輯         | 3:10                 |
| 总时长：             | 总时长：                             | 总时长：             | 总时长：                          | 总时长：             | 1:00:41              |

| Disc 2   | Disc 2             | Disc 2                                 | Disc 2                          | Disc 2                     | Disc 2 |
| 曲序     | 曲目               | 编曲                                   | 原收錄作品                      | 备注                       | 时长   |
| -------- | ------------------ | -------------------------------------- | ------------------------------- | -------------------------- | ------ |
| 1.       | 公然的秘密（）     | 椎名林檎 村田陽一 （管、弦、打擊樂器） | 未發行新曲                      |                            | 3:01   |
| 2.       | 世界的盡頭（）     | 齋藤Neko                               | 《平成風俗》（2007年）          | 椎名林檎與椎名純平合唱     | 3:28   |
| 3.       | 流行               | 樋泉昌之機 （ 日语 ： H ZETT M） 椎名林檎      | 《三文八卦》（2009年）          |                            | 4:17   |
| 4.       | 旬                 | J.A.M （ 日语 ： J.A.M） 齋藤Neko （弦樂）  | 《三文八卦》（2009年）          |                            | 4:47   |
| 5.       | 自由嚮導（）       | 椎名林檎                               | 《日出處》（2014年）            |                            | 3:33   |
| 6.       | 康乃馨（）         | 齋藤Neko                               | 《日出處》（2014年）            |                            | 2:59   |
| 7.       | NIPPON             | 椎名林檎 齋藤Neko （弦樂）             | 《日出處》（2014年）            |                            | 3:53   |
| 8.       | 滿滿的財富（）     | 今道友隆                               | 《日出處》（2014年）            |                            | 5:40   |
| 9.       | 青春的瞬間（）     | 富田惠一                               | 《逆輸入～港灣局～》（2014年）  |                            | 5:18   |
| 10.      | 人生處處是美夢（） | 村田陽一                               | 《逆輸入 ～航空局～》（2017年） |                            | 3:14   |
| 11.      | 美味的季節（）     | 椎名林檎 齋藤Neko （弦樂）             | 《逆輸入 ～航空局～》（2017年） |                            | 4:17   |
| 12.      | 獸行小路（）       | 笹路正徳                               | 《三毒史》（2019年）            | 椎名林檎與宮本浩次合唱     | 3:42   |
| 13.      | 長短祭（）         | 椎名林檎 村田陽一 （管樂）             | 《三毒史》（2019年）            | 椎名林檎與浮雲合唱         | 4:09   |
| 14.      | 繁華大道（）       | 齋藤Neko                               | 《三毒史》（2019年）            | 椎名林檎與Tortoise松本合唱 | 3:14   |
| 总时长： | 总时长：           | 总时长：                               | 总时长：                        | 总时长：                   | 55:39  |

| 初回生産限定盤附贈曲 | 初回生産限定盤附贈曲         | 初回生産限定盤附贈曲 | 初回生産限定盤附贈曲   | 初回生産限定盤附贈曲 | 初回生産限定盤附贈曲 |
| 曲序                 | 曲目                         | 编曲                 | 原收錄作品             | 备注                 | 时长                 |
| -------------------- | ---------------------------- | -------------------- | ---------------------- | -------------------- | -------------------- |
| 15.                  | 自由-dom（）（HYADIN☆REMIX） | 前山田健一           | 《自由-dom》（2016年） | 首次收錄專輯         | 2:27                 |
| 总时长：             | 总时长：                     | 总时长：             | 总时长：               | 总时长：             | 58:07                |

## 銷售榜單
| 週榜單（2019年）                 | 最高 名次 |
| -------------------------------- | --------- |
| 日本公信榜（Oricon）             | 1         |
| 日本公信榜下載榜（Oricon）       | 1         |
| 日本公信榜合算榜（Oricon）       | 1         |
| 日本熱門專輯榜（日本《告示牌》） | 1         |
| 日本專輯銷售榜（日本《告示牌》） | 1         |
| 日本專輯下載榜（日本《告示牌》） | 1         |

| 年榜單（2019年）                 | 名次 |
| -------------------------------- | ---- |
| 日本公信榜（Oricon）             | 22   |
| 日本公信榜下載榜（Oricon）       | 17   |
| 日本公信榜合算榜（Oricon）       | 18   |
| 日本熱門專輯榜（日本《告示牌》） | 27   |
| 日本專輯銷售榜（日本《告示牌》） | 27   |
| 日本專輯下載榜（日本《告示牌》） | 26   |

## 認證與銷量
}}
| 地區                                  | 认证 | 认证单位/销量        |
| ------------------------------------- | ---- | -------------------- |
| 日本（日本唱片協會）                  | 金   | 160,907（實體）^     |
| 日本                                  | —    | 25,442（數位）       |
| 總計                                  |      |                      |
| 日本                                  | —    | 186,349（實體+數位） |
| *僅含認證的實際銷量 ^僅含認證的出貨量 |      |                      |

## 發行歷史
| 地區 | 日期           | 形式     | 版本                  | 廠牌     | 來源   |
| ---- | -------------- | -------- | --------------------- | -------- | ------ |
| 多國 | 2019年11月13日 | 線上下載 | 初回生產限定盤        | 日本環球 | [ 39 ] |
| 日本 | 2019年11月13日 | CD       | 初回生產限定盤 通常盤 | 日本環球 | [ 40 ] |
| 台灣 | 2019年11月15日 | CD       | 初回生產限定盤        | 台灣環球 | [ 41 ] |

## 脚注

## 外部連結
- 椎名林檎 - 《牛頓的蘋果 ～首張精選輯～》特設網站 （页面存档备份，存于）